# Pheidole subarmata
Pheidole subarmata är en myrart som beskrevs av Mayr 1884. Pheidole subarmata ingår i släktet Pheidole och familjen myror. Inga underarter finns listade i Catalogue of Life.

## Bildgalleri

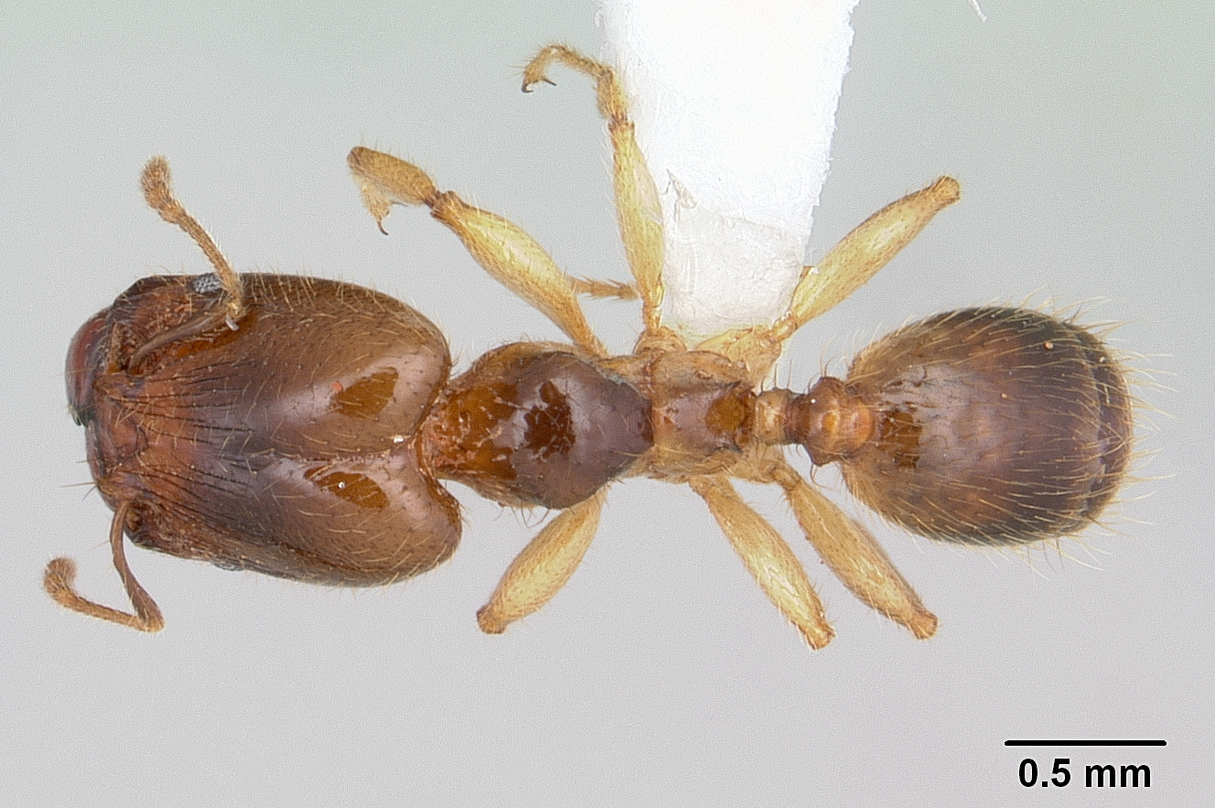
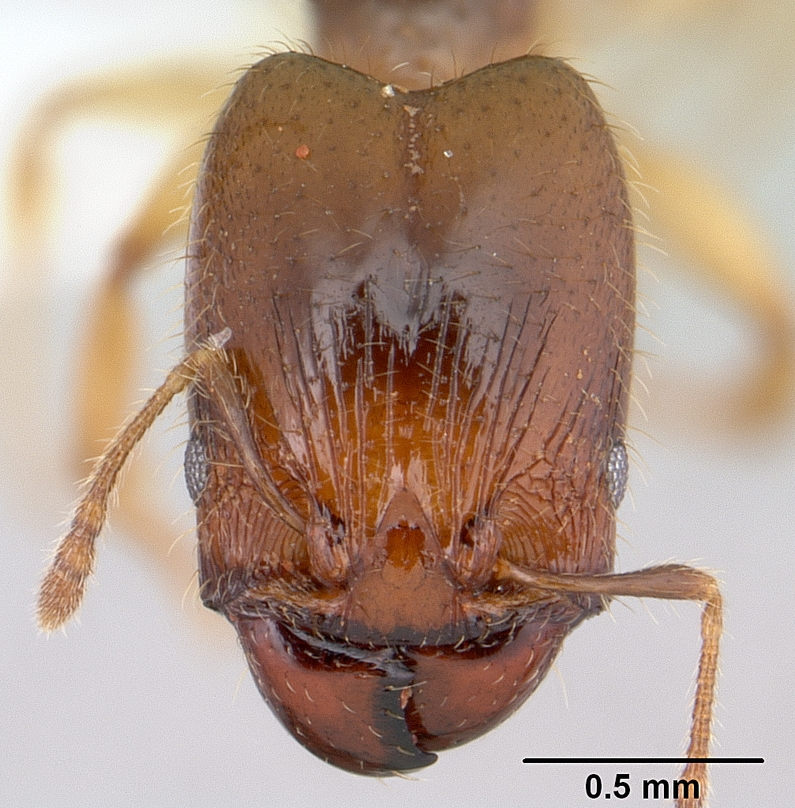
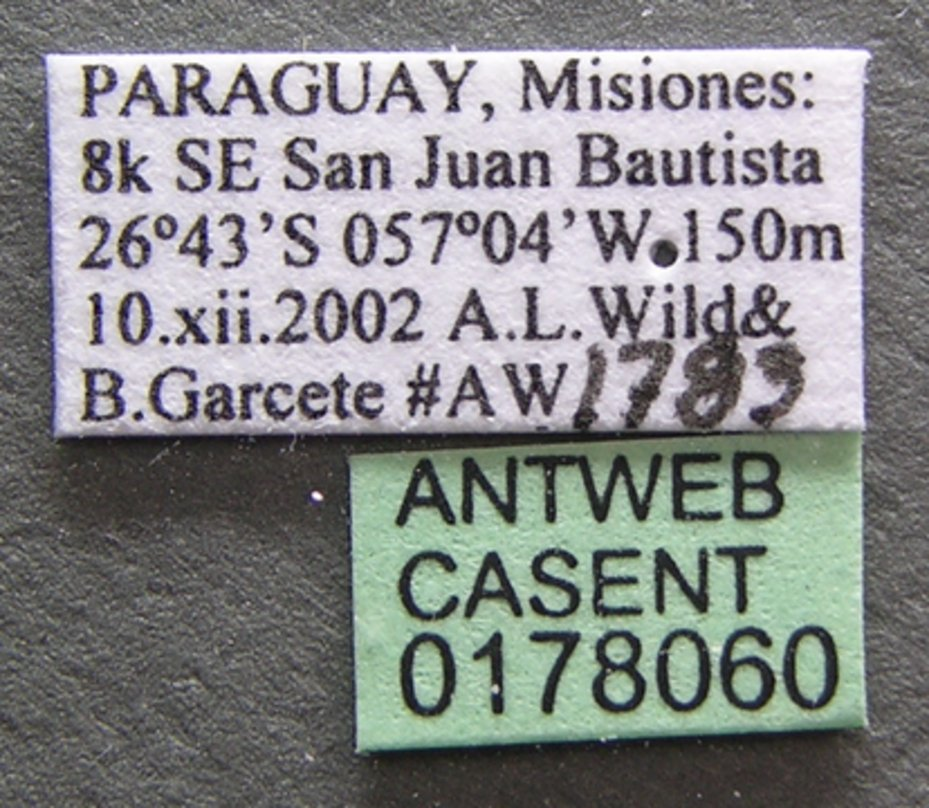
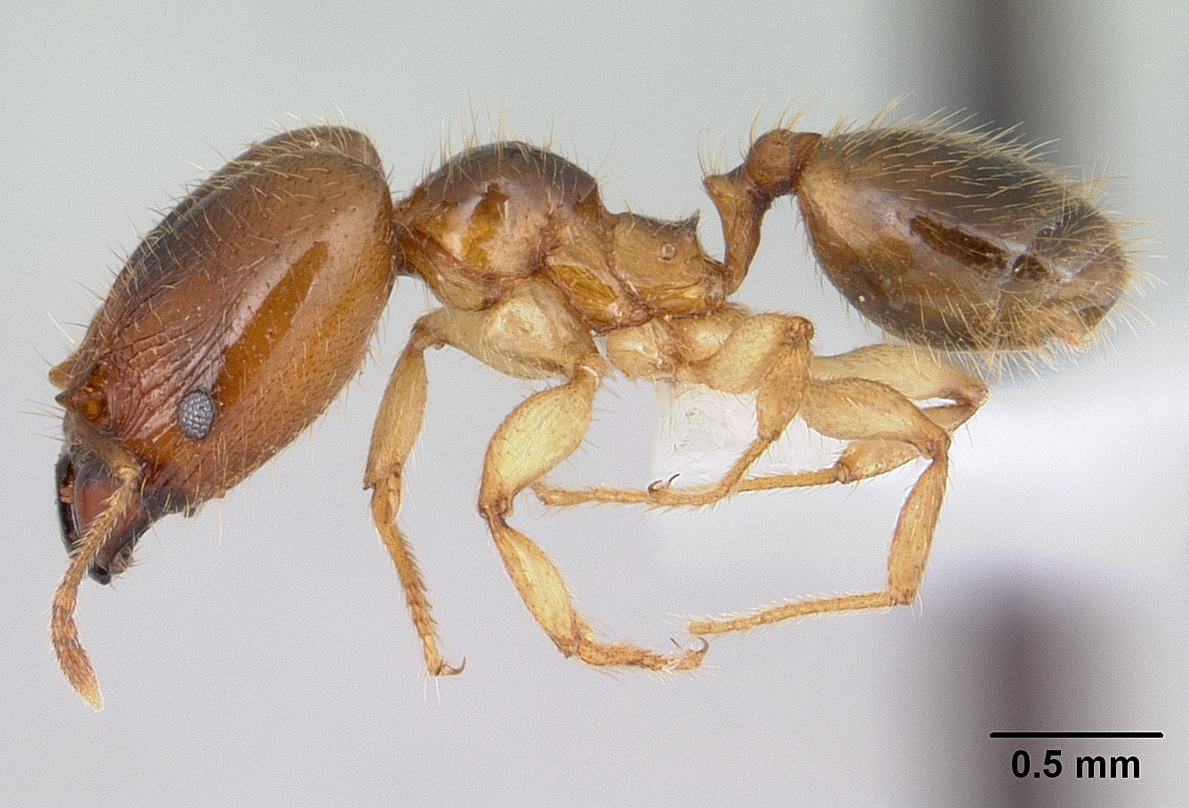
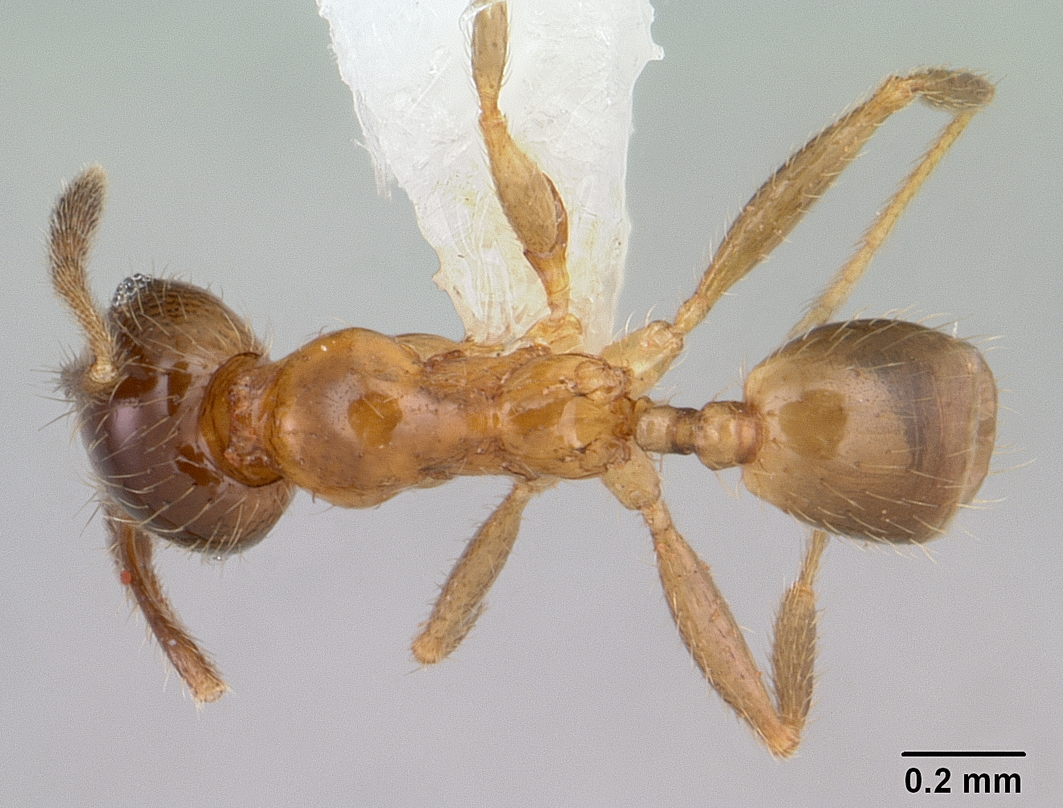
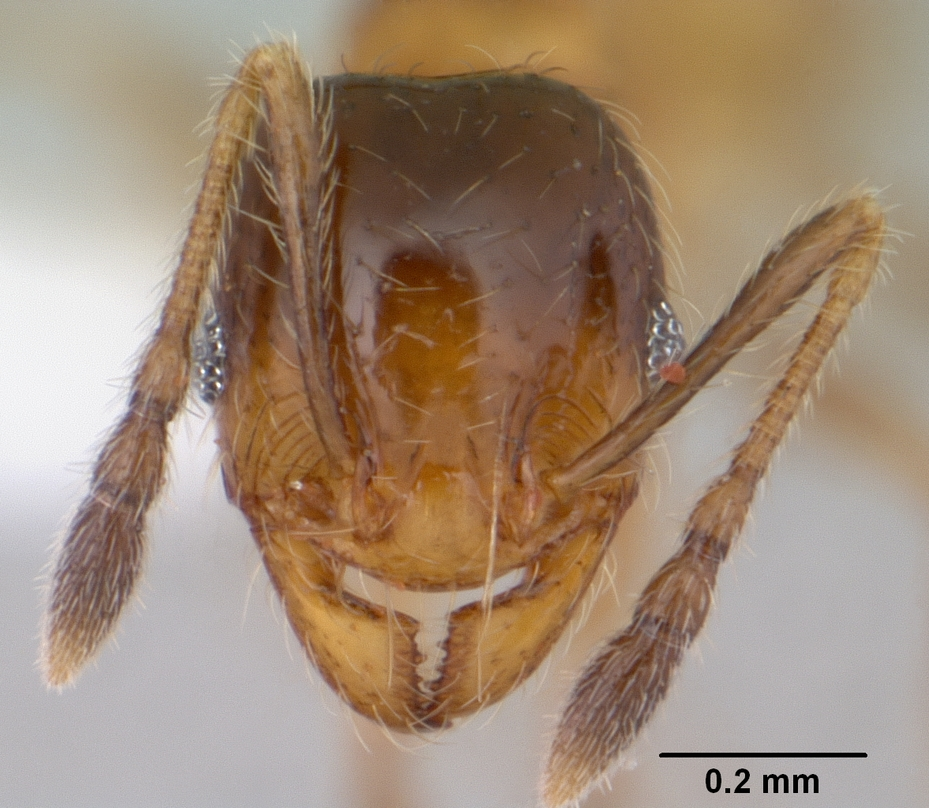